# EFIS
EFIS står for Electronic Flight Instrument System og er en fælles betegnelse for et cockpit hvor informationer vises til piloten gennem elektroniske skærme, i stedet for de gamle analoge mekaniske instrumenter. EFIS omtales af og til som glascockpit.
Fordelen ved et EFIS-cockpit er, at informationer kan prioriteres langt bedre. Piloten kan i en vis grad selv bestemme, hvordan han vil se instrumenterne. Målere der ikke er vigtige lige nu (eller som viser at alt er normalt) kan gemmes væk, og kommer automatisk frem, hvis værdierne pludselig overskrider normalen. I et traditionelt cockpit skal piloten skanne hen over hvert enkelt instrument, og tjekke at alt er normalt, hvilket kan give større risiko for at overse en fejl.
For at imødekomme den naturlige frygt for, at hele systemet går ned, er alt dobbeltsikret og ofte tripplesikret, så hvis et system går ned, kobler et tilsvarende, men uafhængigt, system ind i stedet.